# Triglops
Triglops és un gènere de peixos pertanyent a la família dels còtids.

## Descripció
- Cos allargat.
- Cap i esquena amb protuberàncies òssies petites.
- Aleta anal llarga.
- Línia lateral amb plaques òssies.
- Nombre de vèrtebres: 44-51.[2]

## Reproducció
Fan la posta a la tardor i l'hivern. Els ous són demersals i no pas nombrosos (al voltant d'uns 1.000).

## Alimentació
Es nodreixen de petits invertebrats bentònics.

## Hàbitat
Viuen a la plataforma continental.

## Taxonomia
- Triglops dorothy (Pietsch & Orr, 2006)[3]
- Triglops forficatus (Gilbert, 1896)[4]
- Triglops jordani (Jordan & Starks, 1904)[5]
- Triglops macellus (Bean, 1884)[6]
- Triglops metopias (Gilbert & Burke, 1912)[7]
- Triglops murrayi (Günther, 1888)[8]
- Triglops nybelini (Jensen, 1944)[9]
- Triglops pingelii (Reinhardt, 1837)[10]
- Triglops scepticus (Gilbert, 1896)[4]
- Triglops xenostethus (Gilbert, 1896)[11][12][13][14][15][16]

## Interès comercial
No en tenen cap.